# Leichtathletik-Europameisterschaften 1982/4 × 400 m der Frauen

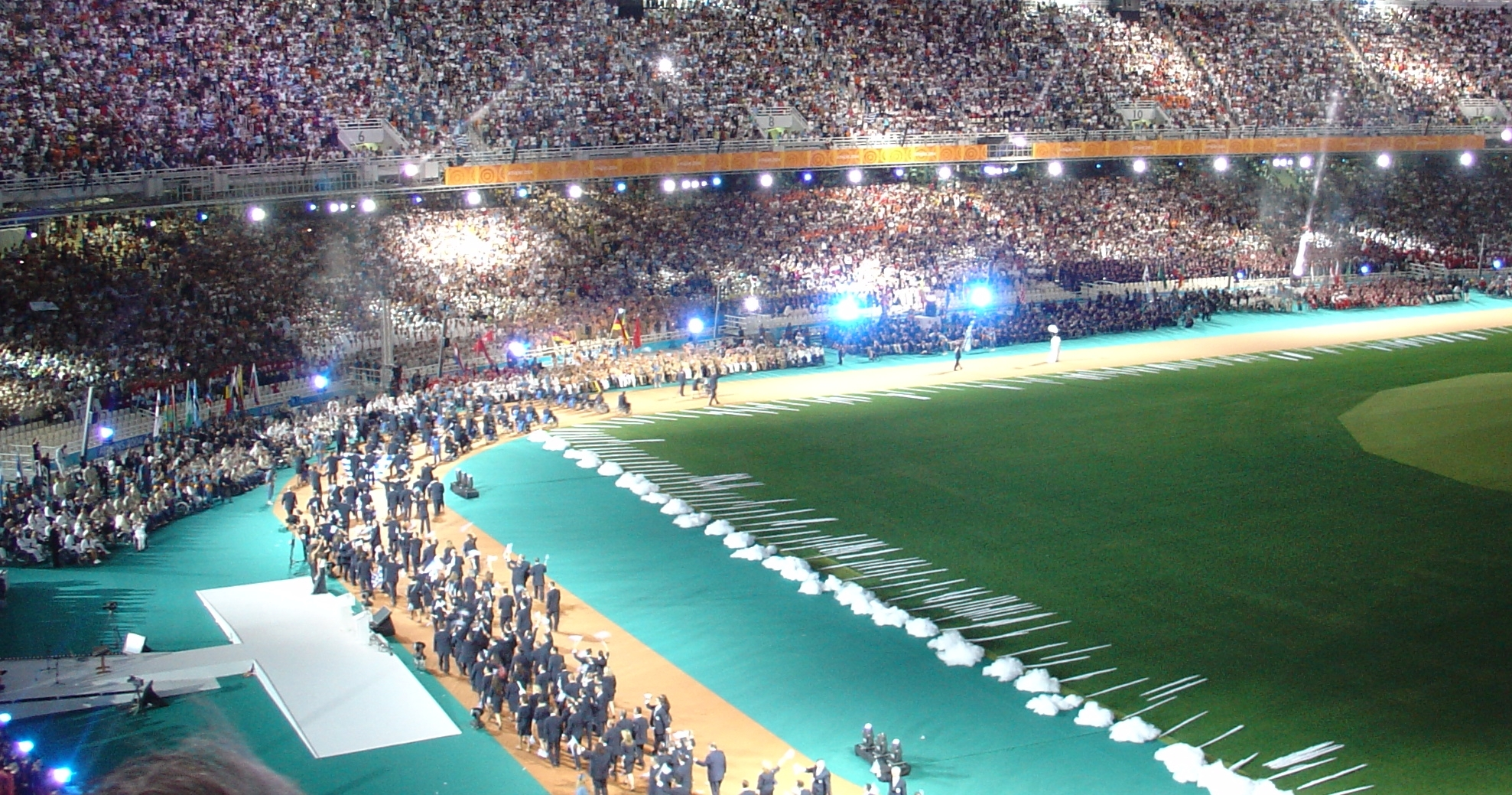
Das Athener Olympiastadion bei der Eröffnung der Paralympics 2004

Die 4-mal-400-Meter-Staffel der Frauen bei den Leichtathletik-Europameisterschaften 1982 wurde am 11. September 1982 im Olympiastadion von Athen ausgetragen.
Europameister wurde die DDR in der Besetzung Kirsten Siemon, Sabine Busch, Dagmar Rübsam und Marita Koch. Das Team stellte bei seinem Sieg einen neuen Weltrekord auf. Den zweiten Platz belegte die Tschechoslowakei mit Věra Tylová, Milena Matějkovičová, Taťána Kocembová und Jarmila Kratochvílová. Bronze ging an die UdSSR (Jelena Didilenko, Irina Olchownikowa, Olga Minejewa, Irina Baskakowa).

## Rekorde

### Bestehende Rekorde
| Weltrekord           | 3:19,23 min | DDR (Doris Maletzki, Brigitte Rohde, Ellen Streidt, Christina Brehmer)   | OS Montreal Kanada       | 31. Juli 1976     |
| Europarekord         | 3:19,23 min | DDR (Doris Maletzki, Brigitte Rohde, Ellen Streidt, Christina Brehmer)   | OS Montreal Kanada       | 31. Juli 1976     |
| Meisterschaftsrekord | 3:21,20 min | DDR (Christiane Marquardt, Barbara Krug, Christina Brehmer, Marita Koch) | EM Prag Tschechoslowakei | 3. September 1978 |

### Rekordverbesserungen / -egalisierung
Im Wettbewerb am 3. September wurde der bestehende EM-Rekord verbessert. Darüber hinaus gab es einen neuen Weltrekord und einen egalisierten Landesrekord.
- Meisterschaftsrekord (Verbesserung): 3:19,05 min – DDR (Kirsten Siemon, Sabine Busch, Dagmar Rübsam, Marita Koch)
- Weltrekord (Verbesserung): 3:19,05 min – DDR (Kirsten Siemon, Sabine Busch, Dagmar Rübsam, Marita Koch)
- Landesrekord (Egalisierung): 3:25,71 min – BR Deutschland (Ute Finger, Heike Schmidt, Christiane Brinkmann, Gaby Bußmann)

## Durchführung
Es nahmen lediglich acht Teams an diesem Wettbewerb teil, sodass keine Vorläufe notwendig waren. Alle Staffeln traten zum gemeinsamen Finale an.

## Legende
Kurze Übersicht zur Bedeutung der Symbolik – so üblicherweise auch in sonstigen Veröffentlichungen verwendet:
| WR | Weltrekord             |
| BR | Bundesdeutscher Rekord |
| e  | egalisiert             |

## Resultat
11. September 1982
| Platz | Staffel          | Besetzung                                                                  | Zeit (min)  |
| ----- | ---------------- | -------------------------------------------------------------------------- | ----------- |
| 1     | DDR              | Kirsten Siemon Sabine Busch Dagmar Rübsam Marita Koch                      | 3:19,05 WR  |
| 2     | Tschechoslowakei | Věra Tylová Milena Matějkovičová Taťána Kocembová Jarmila Kratochvílová    | 3:22,17     |
| 3     | Sowjetunion      | Jelena Didilenko Irina Olchownikowa Olga Minejewa Irina Baskakowa          | 3:22,79     |
| 4     | BR Deutschland   | Ute Finger Heike Schmidt Christiane Brinkmann Gaby Bußmann                 | 3:25,71 BRe |
| 5     | Großbritannien   | Kathy Smallwood Linsey Macdonald Gladys Taylor Joslyn Hoyte                | 3:25,82     |
| 6     | Rumänien         | Ibolya Korodi Cristieana Cojocaru Elen Tarita Daniela Matei                | 3:29,6      |
| 7     | Polen            | Elzbieta Kapusta Grazyna Oliszewska Jolanta Januchta Genowefa Błaszak      | 3:29,82     |
| 8     | Schweden         | Charlotte Holmström Ann-Louise Skoglund Eva-Maria Eriksson Susanna Bergman | 3:35,83     |

## Videolink
- 1982 European championships 4x400m Relay women, www.youtube.com, abgerufen am 9. Dezember 2022